# Johannes Burckhardt (Pfarrer)

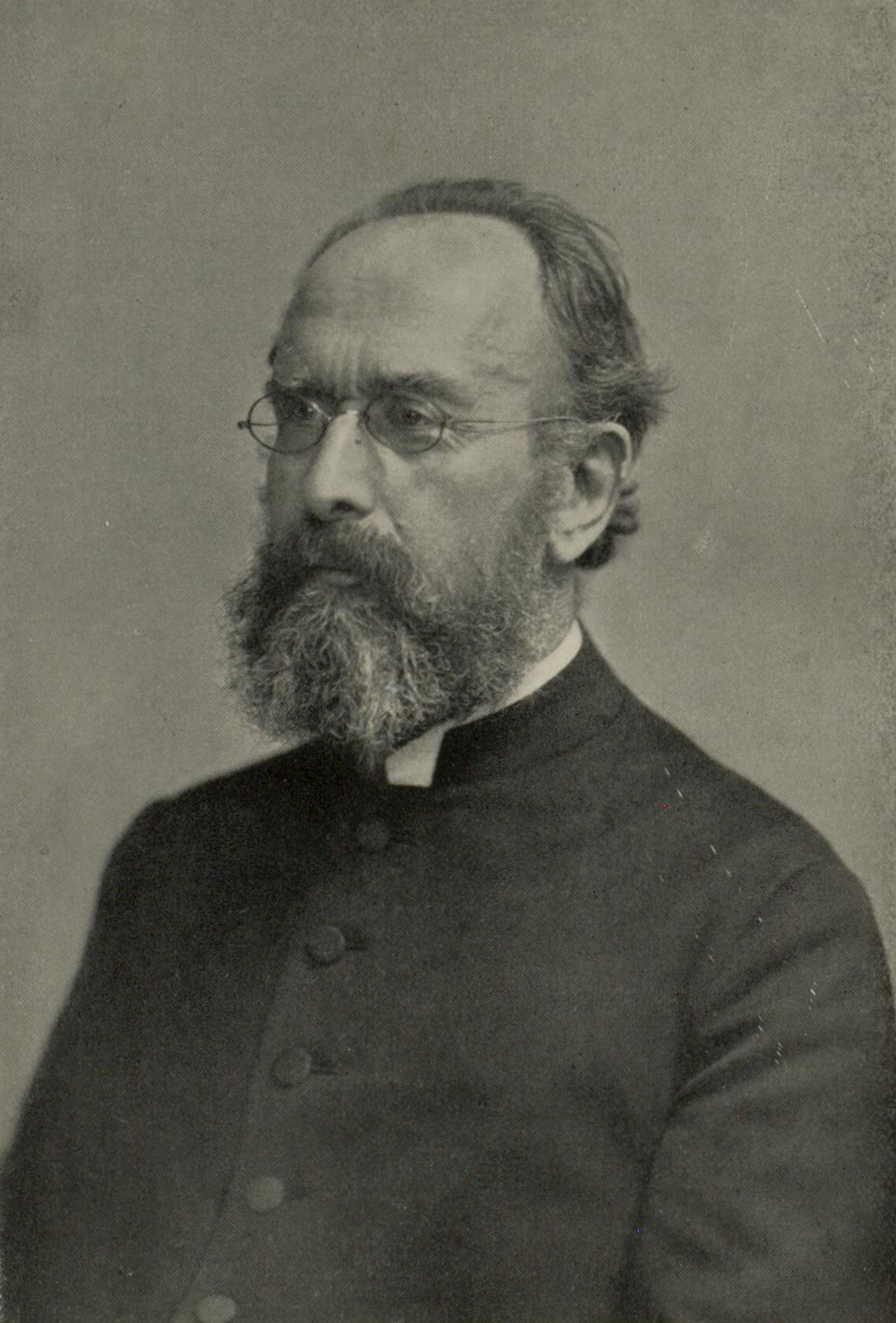
Johannes Burckhardt

Johannes Friedrich Paul Burckhardt (* 20. Oktober 1853 in Altena, Westfalen; † 27. Januar 1914 in Berlin-Dahlem) war ein deutscher evangelischer Pfarrer und Gründer der ersten evangelischen Bahnhofsmission in Deutschland. 

## Leben und Werk
Burckhardt, ein Sohn des Pfarrers Eduard Burckhardt († 1886) und Urenkel der Schriftstellerin Anna Schlatter-Bernet, studierte in Bonn, Berlin und Tübingen Theologie, wo er den Bonner, Berliner und Tübinger Wingolfsverbindungen beitrat. 1880 wurde er Vereinsgeistlicher für Innere Mission in Bielefeld. Hier arbeitete er eng mit Friedrich von Bodelschwingh zusammen. 1882 ging er nach Barmen-Wupperfeld, 1885 nach Remlingrade. 1889 berief man ihn als Gemeindepfarrer an St. Elisabeth nach Berlin. 1895 wurde er Pfarrer in der durch Ausgliederung aus der Eliabethgemeinde neu gegründeten Versöhnungsgemeinde.
1893 gründete Burckhardt den „Vorständeverband der evangelischen Jungfrauenvereine Deutschlands“, später umbenannt in „Evangelischer Verband für die weibliche Jugend Deutschlands“ in Barmen, 1894 die erste (evangelische) Bahnhofsmission Deutschlands in Berlin.
1913/1914 ließ er das „Burckhardthaus“ in Berlin-Dahlem bauen. In diesem Haus befand sich auch der gleichnamige Verlag, in dem unter anderem die Deutsche Mädchen-Zeitung erschien. Nach 1949 teilte sich diese Einrichtung; der westdeutsche Zweig in Gelnhausen, ebenfalls als Verlag und Tagungsstätte, hatte ebenfalls den Schwerpunkt auf der Arbeit mit Mädchen und jungen Frauen, u. a. als nationaler Sitz der Young Women’s Christian Association.
Johannes Burckhardt starb 1914 im Alter von 60 Jahren in Berlin-Dahlem und wurde auf dem Friedhof Dahlem beigesetzt. Das Grab ist nicht erhalten.

## Veröffentlichungen
- Als die lebendigen Steine. Gedanken zur Gemeindearbeit in einer Großstadtgemeinde, M. Warneck, Berlin 1904.
- Die Gewinnung und Ausbildung von Berufsarbeiterinnen der Inneren Mission, Berlin 1903.
- Die Gewinnung weiblicher Kräfte für die Innere Mission (Referat auf dem 33. Kongreß für Innere Mission in Leipzig vom 25. bis 28. September 1905), Hamburg 1905.
- Gehe du auch hin in den Weinberg, in: Hennig, Martin (Hg.): Wie der Meister uns in den Weinberg rief. Zeugnisse von Jesu Taten an seinen Jüngern gezeichnet von einer Reihe bekannter Vertreter der Inneren und Äußeren Mission, Hamburg 1906, 21–38.
- Der Jungfrauenvereine Bedeutung und Aufgabe für das Reich Gottes, in der Kirche, für Volk und Vaterland. (Vortrag bei der 15. Jahreskonferenz der evangelischen Jungfrauenvereine Deutschlands in Bremen vom 18. bis 20. Juni 1907), Berlin 1907.
- Fürsorge für die weibliche Jugend (Zeitschrift), 1892–1913.